# 칠성호 좌초 사고
칠성호 좌초 사고는 2002년 12월 5일 북한 화물선 칠성호가 일본 이바라기 현 히다치 항 부근 연안에서 좌초된 사고이다. 3,144급의 칠성호에는 발전소 연료로 사용하기 위해 일본의 민간단체가 제공한 폐타이어칩 2,000톤이 실려 있었다.
예인은 일본에서 하고 북한측이 비용을 부담할 예정이었다고 보도되었으나, 북한측의 반응이 없어 일본 정부와 지방자치단체가 2억 엔의 비용을 부담하였다. 일본의 민간단체 '레인보 브리지'는 칠성호에 실려 있던 폐타이어 조각을 자비로 전세낸 선박으로 북한으로 수송하였다.

## 같이 보기
- 일본 순시선 괴선박 격침 사건 (2001년)